# ونوم: آخرین رقص
ونوم: آخرین رقص (به انگلیسی: Venom: The Last Dance) یک فیلم ابرقهرمانی آمریکایی محصول ۲۰۲۴ است که در آن شخصیت مارول کامیکس یعنی ونوم حضور دارد. ساخت این فیلم بر عهدهٔ کلمبیا پیکچرز است. گروه سینمایی سونی پیکچرز توزیع‌کنندهٔ این فیلم است که پنجمین فیلم در دنیای مرد عنکبوتی سونی و نیز دنبالهٔ ونوم (۲۰۱۸) و ونوم: بگذارید کارنیج بیاید (۲۰۲۱) محسوب می‌شود. این فیلم توسط کلی مارسل نوشته و کارگردانی (در نخستین تجربه‌اش) شده است. داستان فیلم را او به‌همراه تام هاردی، بازیگر نقش ادی براک و ونوم، نوشته است.
هاردی در اوت ۲۰۱۸ اعلام کرد که برای حضور در سومین فیلم ونوم قرارداد بسته است و توسعه فیلم تا دسامبر ۲۰۲۱ و پس از اکران فیلم دوم آغاز شد. مارسل و هاردی تا ژوئن ۲۰۲۲ فیلم‌نامه را می‌نوشتند و مارسل قرار بود در اکتبر همان سال فیلم را کارگردانی کند. دیگر بازیگران در اواسط سال ۲۰۲۳ به آن پیوستند و فیلم‌برداری در اواخر ژوئن ۲۰۲۳ در اسپانیا آغاز شد اما ماه بعد به دلیل اعتصابات ۲۰۲۳ سگ-افترا متوقف شد. فیلم‌برداری در نوامبر آن سال پس از پایان اعتصاب از سر گرفته شد و در اوایل سال ۲۰۲۴ همراه با اعلام عنوان فیلم تقریباً به پایان رسیده بود.
ونوم: آخرین رقص نخستین بار در ۲۱ اکتبر ۲۰۲۴ در نیویورک سیتی به نمایش درآمد و در ۲۵ اکتبر در ایالات متحده اکران شد. این فیلم با نقدهای ضد و نقیضی روبه‌رو شد.

## داستان
پس از آن که جادوهای دکتر استرنج، ادی بروک و سیمبیوت ونوم را به دنیای زمین-۶۱۶ منتقل می‌کند، آن‌ها در یک بار در مکزیک مشغول نوشیدن هستند. در حین شنیدن داستان‌هایی درباره تانوس و سنگ‌های بی‌نهایت از زبان بارمن، ناگهان مجبور می‌شوند به دنیای خودشان در زمین-۶۸۸ بازگردند، همان جایی که بار را ترک کرده بودند.
ادی و ونوم که هنوز پس از نبرد خونین با کارنیج در فرارند، وقتی خبر قتل پاتریک مالگان در رسانه‌ها پخش می‌شود و ادی مظنون اصلی شناخته می‌شود، راهی نیویورک می‌شود تا پاک‌سازی نام کند. اما پیش از ترک بار، ناخواسته بخش کوچکی از ونوم را جا می‌گذارد.
یک موجود ناشناس به نام زنوفاژ به‌طور مخفیانه به دنبال ادی و ونوم است. این جریان توجه رکس استریکلند، سربازی که ناظر بر پروژه‌ای به نام «امپریوم» در سایت منطقه ۵۱ است را جلب می‌کند؛ محلی که برای دستگیری و مطالعه سیمبیوت‌های دیگر زمین‌افتاده اداره می‌شود. معلوم می‌شود پاتریک مالگان در حمله کارنیج جان سالم به در برده اما توسط سیمبیوت دیگری رها شده و دستگیر شده است. او با یکی از سیمبیوت‌های موجود ترکیب شده و توسط دانشمندانی چون دکتر تدی پین و سیدی «کریسمس» مورد بازجویی قرار می‌گیرد تا هدف سیمبیوت‌ها از حضور در زمین مشخص شود، در حالی که استریکلند مأمور می‌شود ونوم را از بین ببرد.
در مسیر پرواز به نیویورک، ادی و ونوم که به بدنه هواپیما چسبیده‌اند، توسط زنوفاژ مورد حمله قرار گرفته و مجبور به سقوط در بیابان نوادا می‌شوند. ونوم به ادی می‌گوید زنوفاژها توسط خالق سیمبیوت‌ها، کنول، برای بازیابی کدکسی ساخته شده‌اند؛ کدکسی که هنگام زنده کردن میزبان توسط سیمبیوت شکل می‌گیرد و کنول امیدوار است با آن از زندانی که سیمبیوت‌ها سال‌ها پیش در آن محبوسش کرده‌اند، آزاد شود. با توجه به اینکه ونوم قبلاً ادی را زنده کرده، حالا آن‌ها میزبان کدکس هستند و زنوفاژ آن را دنبال می‌کند.
ادی که توسط استریکلند و تیمش محاصره شده و از دست زنوفاژ به سختی فرار کرده، با مارتین مون و خانواده‌ای از عشاق سفر و موجودات فضایی آشنا می‌شود که او را به لاس وگاس و سپس منطقه ۵۱ می‌رسانند. در همین حال، سیمبیوت جدید مالگان به استریکلند از اهداف کنول می‌گوید؛ کدکس تنها زمانی نابود می‌شود که یا ادی یا ونوم کشته شوند.
وقتی به لاس وگاس می‌رسند، ادی و ونوم در کازینو با خانم چن روبرو می‌شوند و ونوم با او رقصی می‌کند، اما دوباره توسط زنوفاژ غافلگیر می‌شوند. تیم استریکلند ونوم را از ادی جدا کرده و به منطقه ۵۱ می‌برند، جایی که ادی با مالگان دیدار می‌کند. سیدی ونوم را آزاد می‌کند و ونوم پس از تیر خوردن به ادی برمی‌گردد. این اتفاق زنوفاژ را به پایگاه می‌کشاند و در جریان نبرد مالگان کشته می‌شود. ونوم سیمبیوت‌های دربند دیگر را آزاد می‌کند، آن‌ها به میزبان‌هایی می‌چسبند و علیه زنوفاژها مبارزه می‌کنند، اما تعداد زیاد زنوفاژهایی که کنول می‌فرستد، سیمبیوت‌ها را غافلگیر می‌کند.
با آگاهی از اینکه تنها راه نجات جهان فدا کردن خودش است، ونوم به درون زنوفاژها می‌رود، آن‌ها را به مخازن اسید هدایت می‌کند و درود و خداحافظی با ادی می‌گوید و او را از خود جدا می‌کند، در حالی که استریکلند زخمی انفجاری به راه می‌اندازد. تدی سیمبیوتی را به خود می‌چسباند تا سیدی را نجات دهد، در حالی که ادی بیهوش به شعله‌های آتش فرو می‌رود.
ادی در بیمارستان بیدار می‌شود و مسئول نظامی به او اطلاع می‌دهد که به دلیل نقش مهمش در منطقه ۵۱، بخشیده شده، اما باید تمام جزئیات ماجرا را مخفی نگه دارد. در نیویورک، ادی به مجسمه آزادی خیره می‌شود و یاد ونوم می‌کند.
در سکانس میان تیتراژ، کنول اعلام می‌کند که پس از سقوط ونوم، دیگر جهان از امنیت برخوردار نیست. در صحنه پس از تیتراژ، بارمنی که پس از رفتن ادی توسط استریکلند بازداشت شده بود، از بقایای سوخته منطقه ۵۱ فرار می‌کند؛ و یک سوسک سیاه که از کنار ویال شکسته‌ای که نمونه‌ای از سیمبیوت ونوم در آن بود، عبور می‌کند.

## بازیگران
- تام هاردی در نقش ادی براک / ونوم: روزنامه‌نگار تحقیقاتی که میزبان سیمبیوت بیگانه است و او را با توانایی‌های فوق‌العاده انسانی و یک شخصیت ثانوی خشونت‌آمیز آغشته می‌کند: یعنی ونوم.[۵]
- چیویتل اجیوفور در نقش رکس استریکلند[۶]
- جونو تمپل در نقش تدی پین[۷]
- ریس ایفانز در نقش مارتین مون
- استیون گراهام در نقش پاتریک مولیگان
- پگی لو در نقش خانم چن
- کلارک باکو در نقش سدی کریسمس[۸]
- آلانا اوباک در نقش نوا مون
- اندی سرکیس در نقش کنال

## تولید

### توسعه
تام هاردی در اوت ۲۰۱۸ اعلام کرد که برای بازی در سه فیلم ونوم قرارداد امضا کرده‌است. در سپتامبر ۲۰۲۱، هاردی خاطرنشان کرد که سازندگان باید به توسعه دنیای مرد عنکبوتی سونی ادامه دهند. اندی سرکیس، کارگردان ونوم: بگذارید کارنیج بیاید (۲۰۲۱) برای کارگردانی یک فیلم دیگر ونوم ابراز علاقه کرد و عقیده داشت قبل از ملاقات این شخصیت با مرد عنکبوتی، چیزهای بیشتری برای پرداختن با ونوم در فیلم‌های آینده وجود دارد. در اکتبر، تام هالند گفت که او و تهیه‌کننده ایمی پاسکال، دربارهٔ احتمال تکرار نقش پیتر پارکر/مرد عنکبوتی در دنیای سینمایی مارول در دنباله‌های بعدی ونوم، پس از حضور کوتاه در بگذارید کارنیج بیاید صحبت کرده‌اند. در دسامبر همان سال، پاسکال گفت که آنها در «مراحل برنامه‌ریزی» ونوم ۳ هستند.
در جریان سینما کان ۲۰۲۲، سونی پیکچرز تأیید کرد این فیلم در حال توسعه است. در ژوئن، هاردی اعلام کرد کلی مارسل پس از کار بر روی فیلم‌های قبلی ونوم، مشغول نوشتن فیلم‌نامه است و او با مارسل همکاری می‌کند. در اکتبر آن سال، مارسل قرار بود نخستین کارگردانی خود را با این فیلم تجربه کند و در کنار آوی آراد، مت تولماچ، پاسکال، هاچ پارکر و هاردی تهیه‌کنندهٔ آن باشد. کلمبیا پیکچرز نیز قرار بود شرکت سازنده فیلم باشد.  انتظار می‌رفت این فیلم سه‌گانهٔ ونوم را به پایان برساند. سرکیس گفت که به دلیل تعهداتش به مزرعه حیوانات که به‌علت کار در بگذارید کارنیج بیاید به تعویق افتاد، نتوانست بازگردد.

### پیش تولید
هاردی در فوریه ۲۰۲۳ گفت که کار پیش‌تولید آغاز شده‌است. در آوریل، جونو تمپل برای پیوستن به بازیگران در «نقش اصلی» ناشناخته وارد مذاکره شد. ماه بعد، انتظار می‌رفت فیلمبرداری در ژوئن در لندن آغاز شود و چیویتل اجیوفور به همراه تمپل به بازیگران پیوست. در ژوئن، فیلم برای اکران در اکتبر ۲۰۲۴ در نظر بود.

### فیلم‌برداری
تصویربرداری اصلی در ۲۶ ژوئن ۲۰۲۳ در کارتاخنا، اسپانیا آغاز شد. فابیان واگنر بعد از اینکه قبلاً به‌عنوان فیلمبردار اضافی در فیلم بگذارید کانیج بیاید کار کرده بود، این بار به‌عنوان فیلمبردار اصلی انتخاب شد. آغاز اعتصاب سینماگران در اواسط ژوئیهٔ ۲۰۲۳ منجر به توقف فیلمبرداری شد. در اواخر همان ماه، این فیلم برای اکران در ۱۲ ژوئیهٔ ۲۰۲۴ برنامه‌ریزی شد. هنگامی که اعتصاب بازیگران در اوایل نوامبر ۲۰۲۳ به پایان رسید، سونی اکران فیلم را به تعویق انداخت و تاریخ نوامبر ۲۰۲۴ را برگزید. مراحل تولید در آن زمان برای از سرگیری آماده می‌شد. فیلمبرداری در ۱۶ نوامبر از سر گرفته شد.در فوریه ۲۰۲۴، کلارک باکو در نقشی نامشخص به بازیگران پیوست، و تمپل در پایان ماه گفت که فیلم‌برداری تقریباً به پایان رسیده‌است. ماه بعد، این فیلم ونوم: آخرین رقص نام گرفت و تاریخ اکران آن به ۲۵ اکتبر ۲۰۲۴ موکول شد. انتظار می‌رفت ادامهٔ فیلم‌برداری در لندن صورت گیرد.

## انتشار
ونوم: آخرین رقص در ۲۵ اکتبر ۲۰۲۴ در سینماهای ایالات متحده اکران شد. اکران آن پیش‌تر برای ۱۲ ژوئیه ۲۰۲۴ برنامه‌ریزی شده‌بود. انتظار می‌رفت این فیلم در اکتبر ۲۰۲۴ منتشر شود که به‌دلیل اعتصابات سگ-افترا تا ۸ نوامبر ۲۰۲۴ به تعویق افتاد. پس از پایان اعتصابات، تاریخ اکران به بازه زمانی اکتبر ۲۰۲۴ بازگردانده شد.

## بازخورد

### گیشه
تا ۲۷ اکتبر ۲۰۲۴، ونوم: آخرین رقص ۵۱ میلیون دلار در ایالات متحده و کانادا، و ۱۲۴ میلیون دلار در سایر مناطق فروش داشته است که مجموعاً به فروش ۱۷۵ میلیون دلاری در سراسر جهان رسیده است. ددلاین هالیوود می‌گوید که فیلم باید ۴۵۰ تا ۵۰۰ میلیون دلار بفروشد تا به سود برسد.
در ایالات متحده و کانادا، ونوم: آخرین رقص در کنار Conclave اکران و پیش‌بینی شد در آخر هفته افتتاحیه‌اش حدود ۶۵ میلیون دلار از ۴٫۱۲۵ سینما بفروشد. این فیلم ۸٫۵ میلیون دلار از پیش‌نمایش‌های پنجشنبه‌شب به دست آورد. سپس مجموعاً ۲۲ میلیون دلار در روز افتتاحیه خود جمع‌آوری کرد.

### واکنش انتقادی
در وبگاه جمع‌آوری نقد راتن تومیتوز، ٪۳۶ از ۱۲۴ بررسی منتقدان مثبت است، و میانگینِ امتیاز آن ۴٫۵/۱۰ است. این فیلم در متاکریتیک که از میانگین وزنی استفاده می‌کند، بر اساس نظر ۴۳ منتقدین امتیاز ۴۱ از ۱۰۰ را کسب کرده که نشان‌گر «نقدهای مختلط یا متوسط» است. تماشاگران شرکت‌کننده در نظرسنجی سینماسکور به فیلم نمرهٔ میانگین «B–» (پایین‌ترین نمره سه‌گانه) از A+ تا F دادند. آن‌هایی که توسط سینماسکور مورد نظرسنجی قرار گرفتند، نمره کلی ۷۳ درصد مثبت به آن دادند و ۵۵ درصد گفتند که قطعاً آن را توصیه می‌کنند.